# Domenica (Coez)
Domenica è un singolo del cantautore italiano Coez, pubblicato il 26 aprile 2019 come secondo estratto dal quinto album in studio È sempre bello.

## Descrizione
Si tratta della quarta traccia dell'album e presenta sonorità elettrorap influenzate dalla musica degli anni ottanta. Dal punto di vista compositivo, il cantautore ha spiegato di essersi ispirato al brano T'immagini di Vasco Rossi.

## Video musicale
Il videoclip, girato in stile anni ottanta, è stato pubblicato il 5 maggio 2019 attraverso il canale YouTube del rapper.

## Successo commerciale
Domenica ha ottenuto un buon successo in Italia, raggiungendo la top 10 della Top Singoli. Al termine dell'anno è risultato essere il 60º brano più trasmesso dalle radio.

## Classifiche

### Classifiche settimanali
| Classifica (2019) | Posizione massima |
| ----------------- | ----------------- |
| Italia            | 7                 |

### Classifiche di fine anno
| Classifica (2019) | Posizione |
| ----------------- | --------- |
| Italia            | 35        |